# سیرکل هات اسپرینگز (آلاسکا)
سیرکل هات اسپرینگز (به انگلیسی: Circle Hot Springs) یک منطقهٔ مسکونی در ایالات متحده آمریکا است که در یوکون کویوکا منطقه سرشماری واقع شده‌است. سیرکل هات اسپرینگز ۲۷۶٫۱۵ متر بالاتر از سطح دریا واقع شده‌است.